# Maximiliaan van Brederode
Maximiliaan van Brederode was een edelman die leefde van 1550-1591. Hij was de zoon van Reinoud IV van Brederode-Cloetingen en Margaretha van Doerne.
Hij was gehuwd met Margaretha van Brecht en hij was heer van Asten van 1584-1591. Er zijn geen kinderen van hem bekend.
Hij werd als heer van Asten opgevolgd door Wolfert van Brederode (1550-1592), die zoon was van Hendrik van Brederode (1545-1573) en Margaretha van Vladeracken.